# Fernando Torres González
Fernando Torres González (Zaragoza, 26 de agosto de 1946) es un militar aragonés, segundo inspector general del Ejército de Tierra con sede en Barcelona hasta 2010. Es diplomado de Estado Mayor, Estados Mayores Conjuntos, Inteligencia Táctica, apoyo Aéreo, Guerra Nuclear, Biológica y Química y está especializado en carros de combate.
Hijo de militar, en 1965 ingresó en la Academia General Militar, donde en 1969 alcanzó el grado de teniente. Fue destinado al Centro de Instrucción de Reclutas N.º 12 en El Ferral de Benesga (provincia de León) y luego al Regimiento de Infantería Vizcaya 21 en Alcoy y al Tercio «Duque de Alba» en Ceuta. Ascendido a capitán, fue destinado a la capitanía de la V Región Militar (Zaragoza) y en el Centro de Instrucción de Reclutas N.º 10 de San Gregorio (Zaragoza). En 1996 fue ascendido a coronel y destinado como profesor y jefe de estudios en la Academia General Militar, de la que sería nombrado director cuando fue ascendido a general en 2000. Ocupó el cargo hasta 2003, cuando fue ascendido a general de división y fue nombrado Jefe del Mando de Apoyo Logístico Regional Pirenaico (Malperir) y Comandante Militar de las provincias de Zaragoza y Teruel.
El 1 de diciembre de 2006 fue ascendido a teniente general y nombrado segundo inspector general del Ejército de Tierra en sustitución de Francisco Boyero, que pasaba así a la reserva. Ocupó el cargo hasta que pasó a la reserva el 14 de abril de 2010.